# Philidris

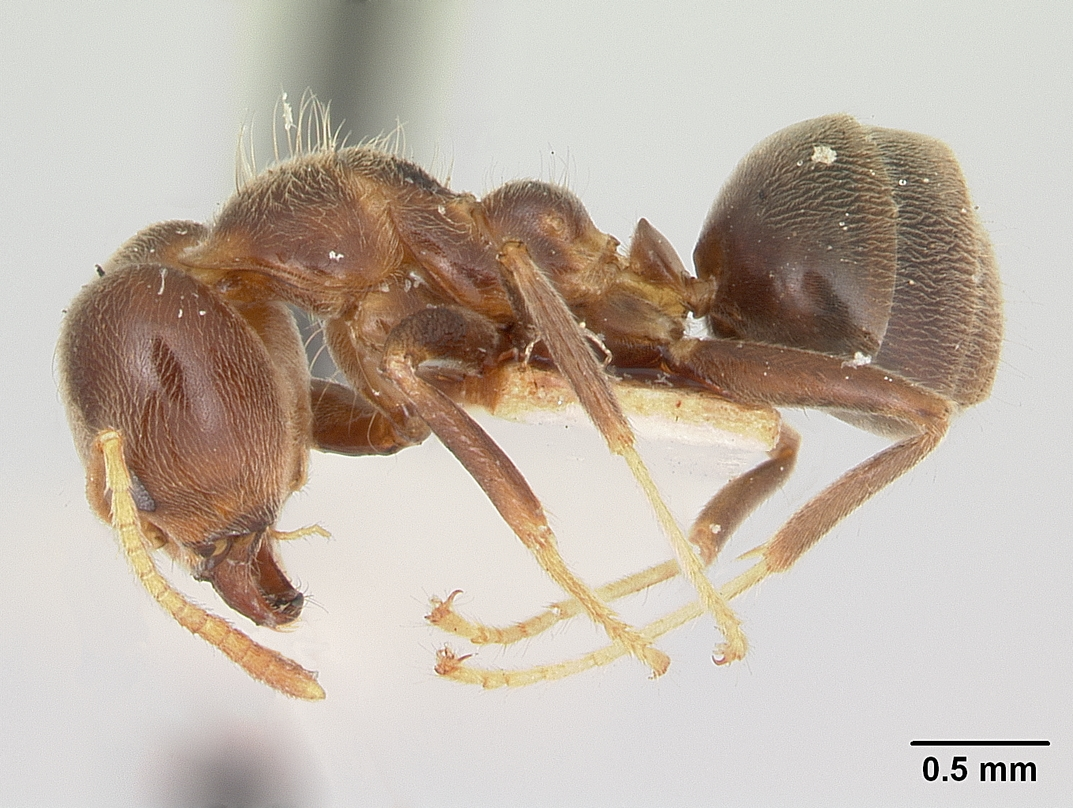
Philidris brunnea

Philidris (лат.) — род муравьёв подсемейства долиходерины (Dolichoderinae, Leptomyrmecini). Юго-Восточная Азия и Австралия
.

## Описание
Мелкие муравьи коричневого цвета. Заднегрудка округлая без проподеальных шипиков. Усики самок и рабочих 12-члениковые (у самцов антенны состоят из 13 сегментов). Жвалы рабочих с 9-12 зубцами. Нижнечелюстные щупики 6-члениковые, нижнегубные щупики состоят из 4 сегментов. Голени средних и задних ног с одной апикальной шпорой.
Стебелёк между грудкой и брюшком состоит из одного сегмента (петиоль). Род был создан на основе видов близкого таксона Iridomyrmex, с которым сходен
.
- Philidris brunnea (Donisthorpe, 1949)
- Philidris cordata (Smith, F., 1859)
- Philidris cordata fusca
- Philidris cordata protensa
- Philidris cordata stewartii
- Philidris cruda (Smith, F., 1860)
- Philidris jiugongshanensis
- Philidris laevigata
- Philidris myrmecodiae (Emery, 1887)
- Philidris myrmecodiae andamanensis
- Philidris myrmecodiae mandibularis
- Philidris myrmecodiae nigriventris
- Philidris nagasau
- Philidris notiala Zhou & Zheng, 1998 - Китай[4]
- Philidris pubescens